# Association nationale des conseils d’enfants et de jeunes
L'Association nationale des conseils d’enfants et de jeunes (ANACEJ) est un réseau national d'acteurs et d'élus enfance jeunesse. Elle a été créée en 1991 pour promouvoir la participation des enfants et des jeunes à la décision publique et accompagner les collectivités territoriales dans la mise en place de ces démarches. Elle s’adresse à différents publics : enfants, jeunes, professionnels, élus locaux et militants associatifs ainsi qu’aux différents niveaux de territoires. Elle a pour vocation de promouvoir la participation des enfants et des jeunes à la décision publique et leur concertation au niveau local avec les élus et d'accompagner les collectivités locales dans la mise en place d’instances de participation des jeunes. 

## Histoire
L’Anacej est née en 1991 de la fusion de deux associations : la Convention des villes pour les conseils de jeunes (CVCJ) et l'Association nationale des Conseils Municipaux d'Enfants (ANCME). 
Le premier conseil municipal des enfants « moderne » a vu le jour à Schiltigheim (Bas-Rhin) sous la mandature du maire Alfred Muller.  
En 1944, André Basdevant, Membre du Conseil national de la Résistance soumettait déjà l'idée des conseils municipaux de jeunes dans toutes les communes, dans un rapport au Gouvernement provisoire de la République française à Alger. Cette proposition restera sans suite, même si de telles structures commenceront à voir le jour en France entre 1963 et 1967. En effet, différentes expérimentations plus anciennes avaient été menées de 1963 à 1967 dans les villes de Sedan, Cholet, Saint-Lô, Laval... par exemple.
À la suite de la création de conseils d'enfants et de jeunes dans les années 1980, ces deux associations se sont créées pour rassembler ces expériences et leurs acteurs : élus, militants…

## Projet
L'Anacej vise à agir en faveur de la participation des jeunes aux décisions publiques pour les territoires sur lesquels ils sont acteurs comme habitants, étudiants ou travailleurs.
Son projet est donc de promouvoir la participation des enfants et des jeunes à la décision publique et d'accompagner les collectivités territoriales dans la mise en place d’instances et de politiques pour cela.
Il s'agit notamment de conseils d'enfants/de jeunes, commission consultative, conseil communal, municipal, local des jeunes. Elles rassemblent des enfants, des jeunes et des jeunes adultes de 7 à 25 ans.

## Des références
L'Anacej se réfère à trois textes dans son action :
- La Convention internationale des droits de l'enfant ;
- La Charte européenne de la participation des jeunes à la vie locale et régionale.
- La loi Égalité Citoyenneté votée en décembre 2016 incite elle dans son article 55 qui modifie la première partie du code général des collectivités territoriales : Art. L. 1112-23. Une collectivité territoriale ou un établissement public de coopération intercommunale peut créer un conseil de jeunes pour émettre un avis sur les décisions relevant notamment de la politique de jeunesse. Cette instance peut formuler des propositions d'actions.

Mais aussi à deux courants :
- la démocratie participative ;
- l'éducation populaire.

## Congrès
L'Anacej a rassemblé les conseils d'enfants et de jeunes et ses adhérents lors de douze congrès nationaux depuis sa création :
- 1991 : « Je m’exprime, alors écoute ! » en mai 1991 à Laval (Mayenne)
- 1994 : « Ce que je fais ici et maintenant aura des répercussions demain et là-bas » autour de l'environnement du 28 et 29 mai 1994 à Épinal (Vosges)
- 1998 : « Cité dialogue, idées en fête ! » du 24 au 26 octobre 1998 à Nevers (Nièvre)
- 2000 : « Cause encore, tu m'intéresses ! » du 29 avril au 1er mai 2000 à Figeac (Lot)
- 2002 : « Ouvrons-nous au monde: culture et cultures dans la cité » du 26 au 28 octobre 2002 à Bordeaux (Gironde)
- 2004 : « Joue pas perso, joue collectif » du 29 au 31 octobre 2004 dans le Tarn (Tarn)
- 2006 : « Participer, ça change quoi ? » du 26 au 28 octobre 2006 à Paris
- 2010 : « Développement Durable, des idées ? » du 29 au 30 octobre 2010 à Pau (Pyrénées-Atlantiques)
- 2012 : « Les solidarités, on s'y engage ! » du 29 au 30 octobre 2012 à Lille (Nord)
- 2014 : « À la conquête de la mobilité ! » du 27 au 28 octobre 2014 à Villeurbanne (Rhône)
- 2016 :  « 25 ans ça se fête » du 29 octobre au 1er novembre à Strasbourg (Bas-Rhin)
- 2018 : « Les jeunes pour un autre monde » du 26 au 29 octobre 2018 à Paris
- 2022 : « L'odyssée de la participation » du 25 au 28 octobre 2022 à Arras (Pas-de-Calais)

## Comité Jeunes ("ComJ")
Au sein de l'ANACEJ, un conseil rassemblant une trentaine de jeunes de 16 à 26 ans issus de conseils de jeunes de collectivités adhérentes ou de fédérations d'éducation populaire de toute la France, le Comité Jeunes, permet la participation directe des jeunes aux politiques et aux actions de l'association. Se réunissant trois à quatre weekends par an, le "ComJ" est une instance importante à l'ANACEJ, et ses membres peuvent participer aux événements jeunesse auxquels l'association est partenaire ou organisatrice. Élu pour un mandat de 2 ans renouvelable une année, quatre de ses membres siègent au CA de l'association, et un est également élu vice-président de l'ANACEJ. 

## Responsables
- Président : Jonathan Bocquet (adjoint au maire de la ville de Villeurbanne)
- Vice-président : Guillaume Weixler (Membre du Comité Jeune pour la ville de Schiltigheim)
- Déléguée générale : Marie-Pierre Pernette
- Déléguée générale adjointe : Sonia Falek

Anciens dirigeants :
- Yves Laurent (maire de Saint-Sebastien-sur-Loire à l'époque), président en 1991
- Alfred Muller (maire de Schiltigheim à l'époque), président de 1991 à 1997
- Didier Boulaud (maire de Nevers), président de 1997 à 2003
- Muriel Parcelier (adjointe au maire de Bordeaux), présidente de 2004 à 2008
- Richard Amalvy (à cette époque conseiller municipal de Castres délégué à la Jeunesse), vice-président cofondateur de 1991 à 1994
- Clémentine Autain (adjoint au maire de Paris à l'époque), 1re vice-présidente de 2004 à 2008
- Bruno Julliard (adjoint au maire de Paris), vice-président de 2008 à 2010
- Laurent Henart (adjoint au maire de Nancy à l'époque), administrateur
- Gilles Pargneaux, député européen, président de mai 2008 à octobre 2014
- Mathieu Cahn, adjoint au maire de la Ville de Strasbourg, président de 2014 à 2020